# ブラック・アルバム (プリンスのアルバム)
『ブラック・アルバム』（原題は無題だが、The Black Albumという仮称で呼ばれている）は、アメリカ合衆国のミュージシャン、プリンスが1994年に発表したスタジオ・アルバム。本来は1987年12月8日に発売される予定だったが、プリンス自身の判断により発売中止となり、1994年に公式盤が限定発売された。ただし、プリンスの熱狂的なファンの多くは、公式発売前に海賊版を入手していたといわれる。

## 背景
当初は『The Funk Bible』という仮題が付いていたが、その後アルバム・タイトルやクレジット等を削除した形で発売するという案に変更された。「シンディC.」は、モデルのシンディ・クロフォードのことを歌った曲である。「ロックハード・イン・ア・ファンキー・プレイス」は、元々は1986年制作の未発表アルバム『Camille』に収録されていた。
本作の発売中止が決定される前に、既に50万枚のプレスが終了しており、プリンスはオリジナル盤の廃棄を要求したが、一部のコピーは廃棄を免れてレア盤として珍重され、オークションで4万2千298ドルの値段が付いた例もある。また、本作が1994年に公式発売されるまでに、様々な海賊版が出回った。
本作での発表が予定されていた曲のうち「ホウェン 2 R イン・ラヴ」は、1988年5月発売のアルバム『LOVESEXY』で流用されており、この曲は本作の全体的な方向性である「怒りに満ちたファンク」とは異なり、優美なロマンティシズムを押し出した曲とみなされている。プリンス自身は1990年、本作の発売中止に関して「当時の僕は、怒りの感情に満ちてる事が多くてさ、それが（『ブラック・アルバム』に）反映されたんだ。そして僕は突然、人間はいつ死ぬかわからなくて、最後に残した物で自分の事を評価されてしまうって事に気づいたんだよ。それが怒りに満ちた、辛辣な物であっちゃいけないって思ったのさ」とコメントしている。

## 反響
本作の公式発売後、アメリカでは11週Billboard 200入りし、1994年12月10日に最高47位を記録した。また、『ビルボード』のR&B/ヒップホップ・アルバム・チャートでは18位に達した。
イギリスでは5週にわたって全英アルバムチャート入りし、最高36位を記録した。オーストリアのアルバム・チャートでは8週連続でトップ40入りし、最高7位を記録するヒットとなった。

## 評価
Stephen Thomas Erlewineはオールミュージックにおいて5点満点中4点を付け「プリンスが『パープル・レイン』以降の作品で敢えて切り捨てた黒人の聴衆を、本作で取り戻そうと努力したことで、生みの苦しみが伝わる作品となった」と評している。また、デヴィッド・ブラウンは『エンターテインメント・ウィークリー』誌のレビューでBを付け「大部分の曲は、『歌』と言うよりはジグソーパズル的なジャムである」と評している。
サイモン・プライスは2016年、『ガーディアン』紙の企画「プリンスの全アルバムのレイティングとランキング」において、本作を全37作中11位に挙げた。

## 収録曲
1. ル・グラインド - "Le Grind" - 6:45
2. シンディC. - "Cindy C." - 6:15
3. デッド・オン・イット - "Dead on It" - 4:37
4. ホウェン 2 R イン・ラヴ - "When 2 R in Love" - 3:59
5. ボブ・ジョージ - "Bob George" - 5:36
6. スーパーファンキーカリフラジセクシー - "Superfunkycalifragisexy" - 5:55
7. 2 ニグス・ユナイテッド 4 ウェスト・コンプトン - "2 Nigs United 4 West Compton" - 7:01
8. ロックハード・イン・ア・ファンキー・プレイス - "Rockhard in a Funky Place" - 4:31